# ريد روز تي
ريد روز تي Red Rose Tea شركة مشروبات كندية، أسسها ثيودور هاردنغ إستابروكس في عام 1894 في سانت جون في نيو برونسويك في  كندا.
بدأ إستابروكس حياته بالتجارة في الاستيراد والتصدير، ثم اتجه لمجال تجارة الشاي. بدأ في تعبئة الشاي في أكياس شاي بدلاً من العبوات الكبيرة.
امتلكت العلامة التجارية من قبل شركة بروك بوند فودز في  المملكة المتحدة سابقاً، وهي حالياً مملوكة من شركة يونيليفر.
أما في الولايات المتحدة فامتلكت العلامة التجارية شركة ريدكو فودز إحدى شركات التابعة لشركة تيكاني، ثم اشترتها شركة هاريس تي في عام 2018.